# SCR-300

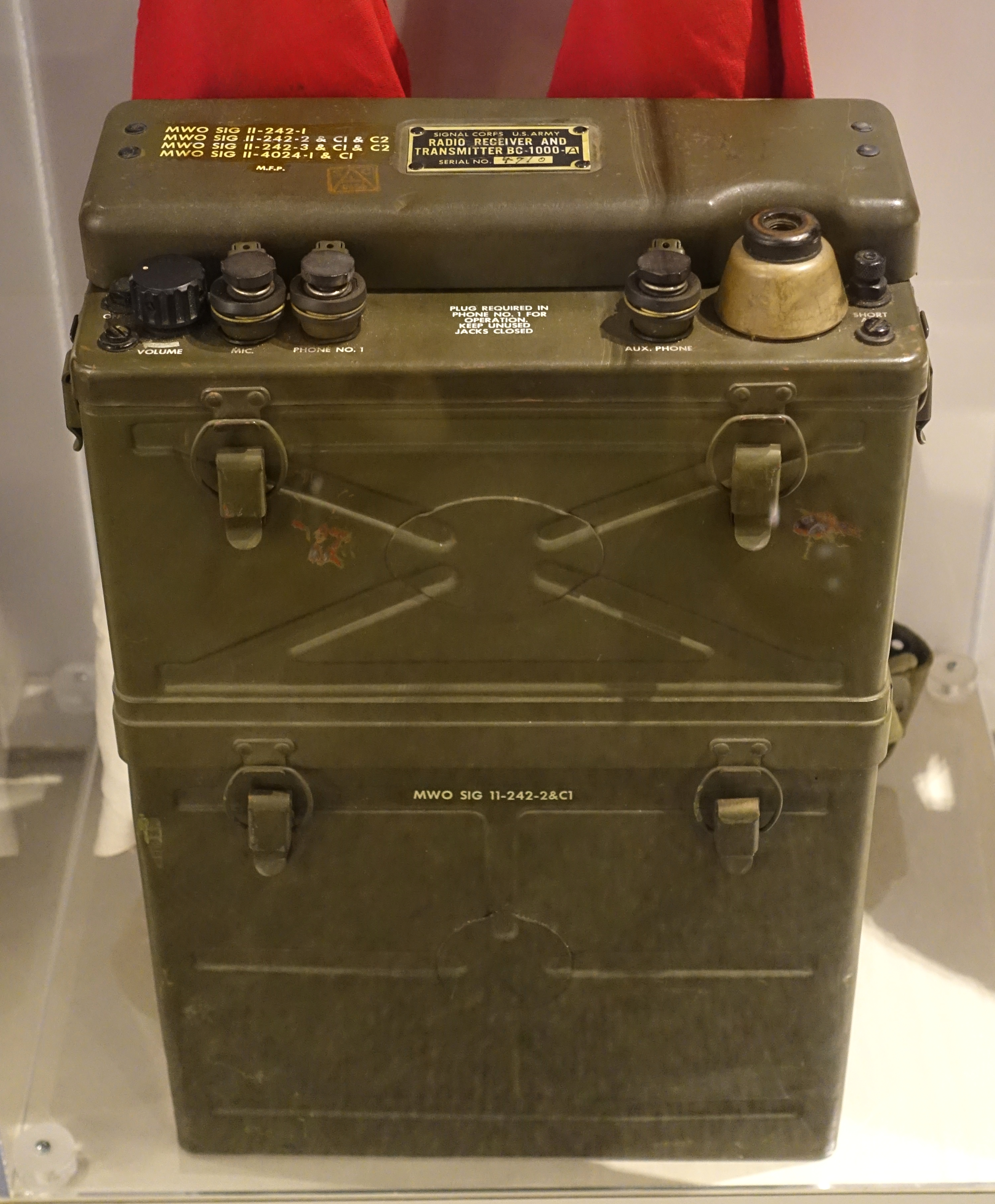
Motorola SCR-300 por volta de 1940

O SCR-300 foi um transceptor de rádio portátil usado pelo US Signal Corps (Corpo de Comunicações Americano) na Segunda Guerra Mundial. Esta unidade montada na mochila foi o primeiro rádio a ser apelidado de "walkie talkie".

## História
Em 1940, a Motorola (na época Galvin Manufacturing Company) recebeu um contrato do Departamento de Guerra para desenvolver um receptor/transmissor de rádio de voz portátil, alimentado por bateria, para uso em campanha por unidades de infantaria. A equipe de engenharia do projeto consistia em Daniel E. Noble, que concebeu o projeto usando modulação de frequência, Henryk Magnuski que foi o engenheiro de frequência de rádio principal, Marion Bond, Lloyd Morris e Bill Vogel. O SCR-300 operava na faixa de frequência de 40,0 a 48,0 MHz e era canalizado. Junto com outros rádios FM móveis de tanque e artilharia, como o SCR-508 (20,0 a 27,9 MHz) e o SCR-608 (27,0 a 38,9 MHz), o SCR-300 marcou o início da transição do rádio de rede de combate de baixo -HF AM/CW para baixo-VHF FM.
Embora seja um rádio de mochila relativamente grande, em vez de um modelo de mão, o SCR-300 foi descrito no Manual Técnico do Departamento de Guerra TM-11-242 como "destinado principalmente a ser um walkie-talkie para tropas de combate a pé" e, portanto, o termo "walkie-talkie" entrou em uso pela primeira vez.
Os testes finais de aceitação ocorreram em Fort Knox, Kentucky, na primavera de 1942. O desempenho do SCR-300 durante esses testes demonstrou sua capacidade de se comunicar por meio de interferência e a qualidade robusta do projeto. A Motorola produziria cerca de 50.000 unidades do SCR-300 durante a Segunda Guerra Mundial.
O SCR-300 entrou em ação no Teatro do Pacífico, começando em Nova Geórgia em agosto de 1943. O Coronel Ankenbrandt informou ao General Meade que "eles são exatamente o que é necessário para as comunicações de linha de frente neste teatro". A seu ver, a principal dificuldade era mantê-los abastecidos com baterias novas.
O SCR-300 foi muito usado na invasão da Normandia e na Campanha da Itália . Também se tornou um "equipamento chave" que ajudou a deter a confusão na Batalha do Bulge.
Os britânicos adotaram o projeto do SCR-300 para uso próprio a partir de 1947 como o "Wireless Set No. 31" (Conjunto sem fio nº 31).

## Especificações

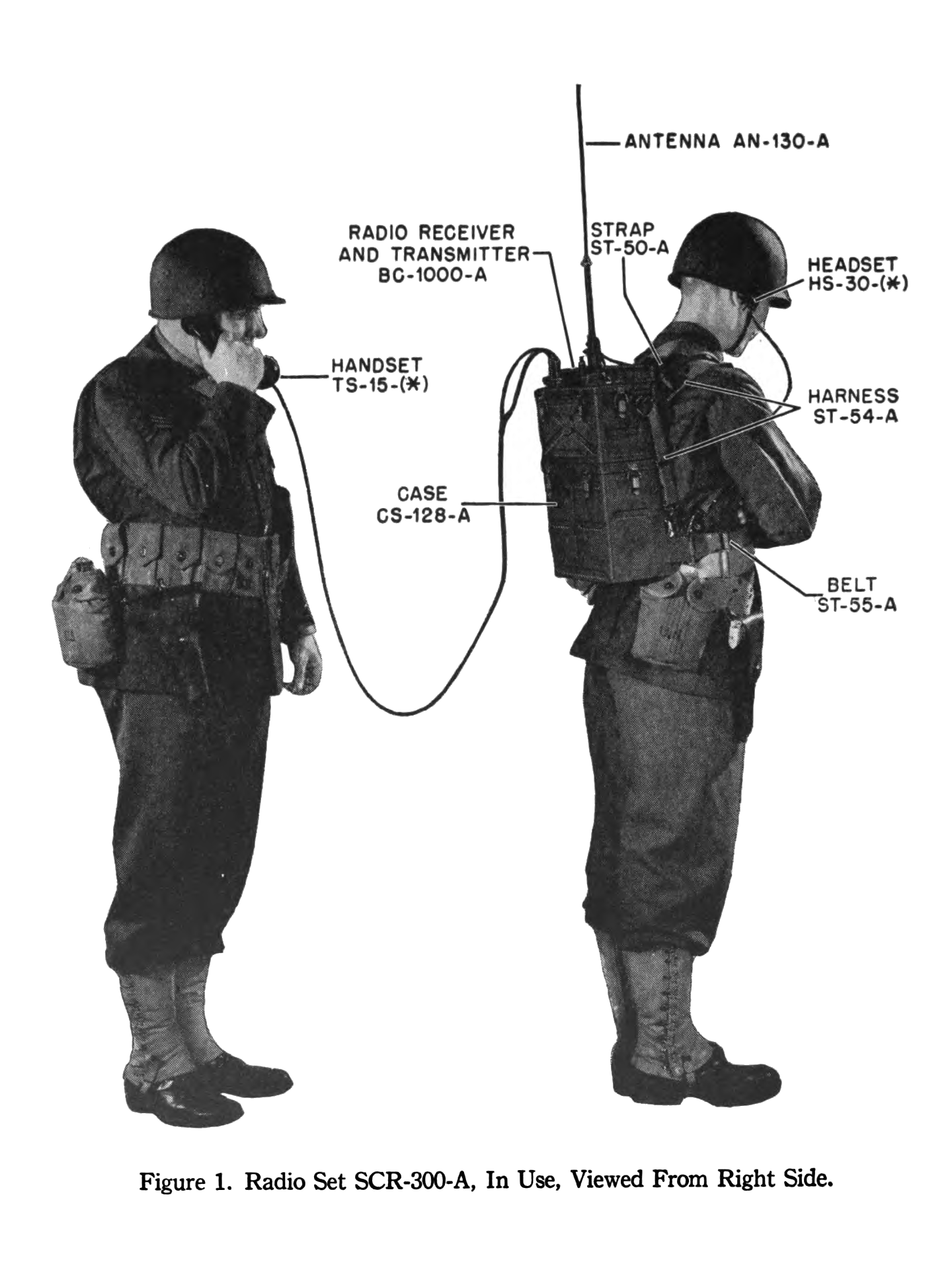
Conjunto de Rádio do Signal Corps SCR-300-A

O SCR-300 era um transceptor de rádio operado por bateria de 18 tubos. Ele usava uma seção de transmissor FM e um receptor super-heteródino duplo. Ele incorporou um circuito de silenciador, um circuito de controle automático de frequência e um circuito de calibração controlado por cristal.
- Peso:

Com bateria BA-70: 38,23 libra (massa)s (17,34 kg)
Com bateria BA-80: 32,23 libra (massa)s (14,62 kg)
- Requisitos de fonte de alimentação:

Filamentos: 4,5 volts
Placa receptora: 90 volts
Placa do transmissor: 150 volts (usando bateria adicional de 60 volts)
- Antena:

AN-130-A: Chicote flexível de duas seções, 33 in (84 cm)
AN-131-A: chicote flexível de oito seções, 10 pés 8 inches (330 cm)
- Faixa de frequência: 40 a 48MHz (40-48 MC)
- Espaçamento de canal: 200kHz
- Modulação: voz FM
- Tubos de vácuo:

3A4 (2)
1T4 (6)
1L4 (5)
1R5 (1)
1A3 (1)
1S5 (3)
- Saída de potência RF: 0,3 watts
- Alcance: aproximadamente 3 mi (4.8 km)   (variava consideravelmente com o terreno, localização do transmissor e receptor e antena usada)

## Manuais Técnicos do Departamento de Guerra
- TM 11-242 para Conjunto de Rádio SCR-300-A (1945)
- TM 11-983 para fonte de alimentação do vibrador PP-114 (1945)
- TM 11-637 para AN/VRC-3 (1944)